# Roissy-en-Brie
Pour les articles homonymes, voir Roissy.
Roissy-en-Brie est une commune française située dans le département de Seine-et-Marne en région Île-de-France.
En 2017, elle est la neuvième commune la plus peuplée de Seine-et-Marne après Champs-sur-Marne et avant Torcy.

## Géographie

### Localisation
Située à 25 km au sud-est de Paris, Roissy-en-Brie se trouve à proximité de la route nationale 104 et de l'autoroute A4.

### Communes limitrophes
| Émerainville      | Croissy-Beaubourg |                   |
| Pontault-Combault | Roissy-en-Brie    | Pontcarré         |
|                   |                   | Ozoir-la-Ferrière |

### Géologie et relief
L'altitude de la commune varie de 95 mètres à 115 mètres pour le point le plus haut, le centre du bourg se situant à environ 108 mètres d'altitude (mairie). Elle est classée en zone de sismicité 1, correspondant à une sismicité très faible.

### Hydrographie

#### Réseau hydrographique

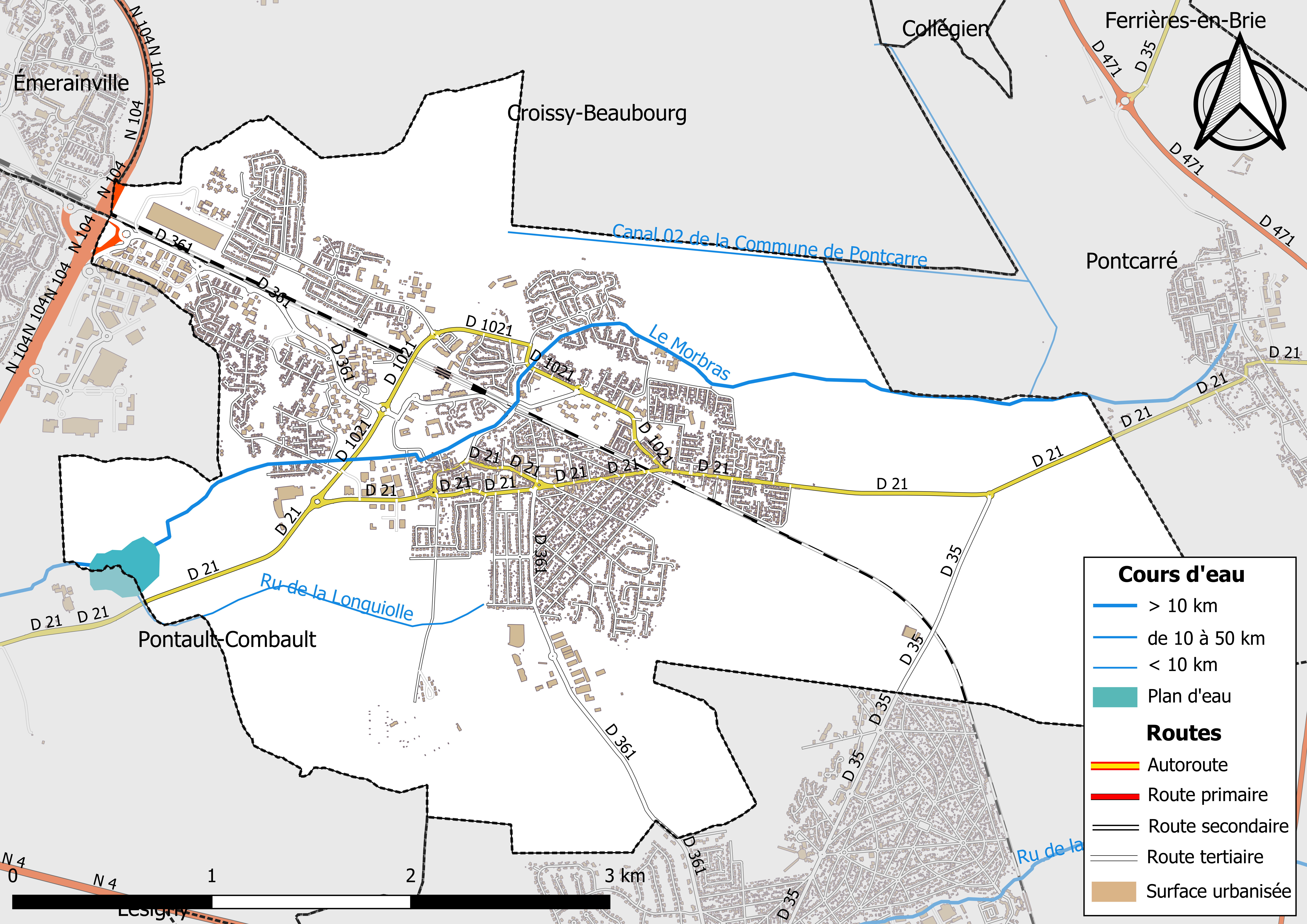
Carte des réseaux hydrographique et routier de Roissy-en-Brie.

Le réseau hydrographique de la commune se compose de quatre cours d'eau référencés :
- le Morbras, long de 17,28 km[3], affluent de la Marne ;
  - le ru de la Longuiolle, long de 2,10 km[4], affluent du Morbras, qui confluent dans l'étang du Coq ;
  - le canal 01 de la Commune de Pontcarré, long de 2,18 km[5], conflue avec le Morbras ;
    - le canal 02 de la Commune de Pontcarré, long de 2,63 km[6], conflue avec le canal 01 de la Commune de Pontcarré.

La longueur totale des cours d'eau sur la commune est de 8,95 km.

#### Gestion des cours d'eau
Afin d’atteindre le bon état des eaux imposé par la Directive-cadre sur l'eau du 23 octobre 2000, plusieurs outils de gestion intégrée s’articulent à différentes échelles : le SDAGE, à l’échelle du bassin hydrographique, et le SAGE, à l’échelle locale. Ce dernier fixe les objectifs généraux d’utilisation, de mise en valeur et de protection quantitative et qualitative des ressources en eau superficielle et souterraine. Le département de Seine-et-Marne est couvert par six SAGE, au sein du bassin Seine-Normandie. La commune fait partie de deux SAGE : « Yerres » et « Marne Confluence ».
Le SAGE « Yerres » a été approuvé le 13 octobre 2011. Il correspond au bassin versant de l’Yerres, d'une superficie de 1 017 km2, parcouru par un réseau hydrographique de 450 kilomètres de long environ, répartis entre le cours de l’Yerres et ses affluents principaux que sont : le ru de l'Étang de Beuvron, la Visandre, l’Yvron, le Bréon, l’Avon, la Marsange, la Barbançonne, le Réveillon. Le pilotage et l’animation du SAGE sont assurés par le syndicat mixte pour l'assainissement et la gestion des eaux du bassin versant de l’Yerres (SYAGE), qualifié de « structure porteuse ».
Le SAGE « Marne Confluence » a été approuvé le 2 janvier 2018. Il couvre la partie aval du bassin versant de la Marne à cheval sur les départements de Seine-et-Marne, de Seine-Saint-Denis et du Val-de-Marne. Au total, ce sont 52 communes qui sont concernées, pour une superficie de 270 km2. Le pilotage et l’animation du SAGE  sont assurés par le syndicat Marne Vive, qualifié de « structure porteuse », un syndicat mixte  créé en 1993.

### Climat
Pour des articles plus généraux, voir Climat de l'Île-de-France et Climat de Seine-et-Marne.
En 2010, le climat de la commune est de type climat océanique dégradé des plaines du Centre et du Nord, selon une étude du CNRS s'appuyant sur une série de données couvrant la période 1971-2000. En 2020, Météo-France publie une typologie des climats de la France métropolitaine dans laquelle la commune est exposée à un climat océanique altéré et est dans la région climatique Sud-ouest du bassin Parisien, caractérisée par une faible pluviométrie, notamment au printemps (120 à 150 mm) et un hiver froid (3,5 °C).
Pour la période 1971-2000, la température annuelle moyenne est de 10,9 °C, avec une amplitude thermique annuelle de 15,2 °C. Le cumul annuel moyen de précipitations est de 706 mm, avec 10,7 jours de précipitations en janvier et 8 jours en juillet. Pour la période 1991-2020, la température moyenne annuelle observée sur la station météorologique la plus proche, située sur la commune de Torcy à 7 km à vol d'oiseau, est de 12,1 °C et le cumul annuel moyen de précipitations est de 716,4 mm,. Pour l'avenir, les paramètres climatiques de la commune estimés pour 2050 selon différents scénarios d'émission de gaz à effet de serre sont consultables sur un site dédié publié par Météo-France en novembre 2022.

### Milieux naturels et biodiversité
L’inventaire des zones naturelles d'intérêt écologique, faunistique et floristique (ZNIEFF) a pour objectif de réaliser une couverture des zones les plus intéressantes sur le plan écologique, essentiellement dans la perspective d’améliorer la connaissance du patrimoine naturel national et de fournir aux différents décideurs un outil d’aide à la prise en compte de l’environnement dans l’aménagement du territoire.
Le territoire communal de Roissy-en-Brie comprend une ZNIEFF de type 1,,, 
la « Mare aux Fougères » (0,91 ha), couvrant 2 communes du département.
, et deux ZNIEFF de type 2, : 
- les « Bois Notre-Dame, Grosbois et de la Grange » (3 410,1 ha), couvrant 15 communes dont 4 en Seine-et-Marne, 2 dans l'Essonne et 9 dans le Val-de-Marne[21] ;
- les « forêts d'Armainvilliers et de Ferrières » (5 682,94 ha), couvrant 12 communes du département[22].

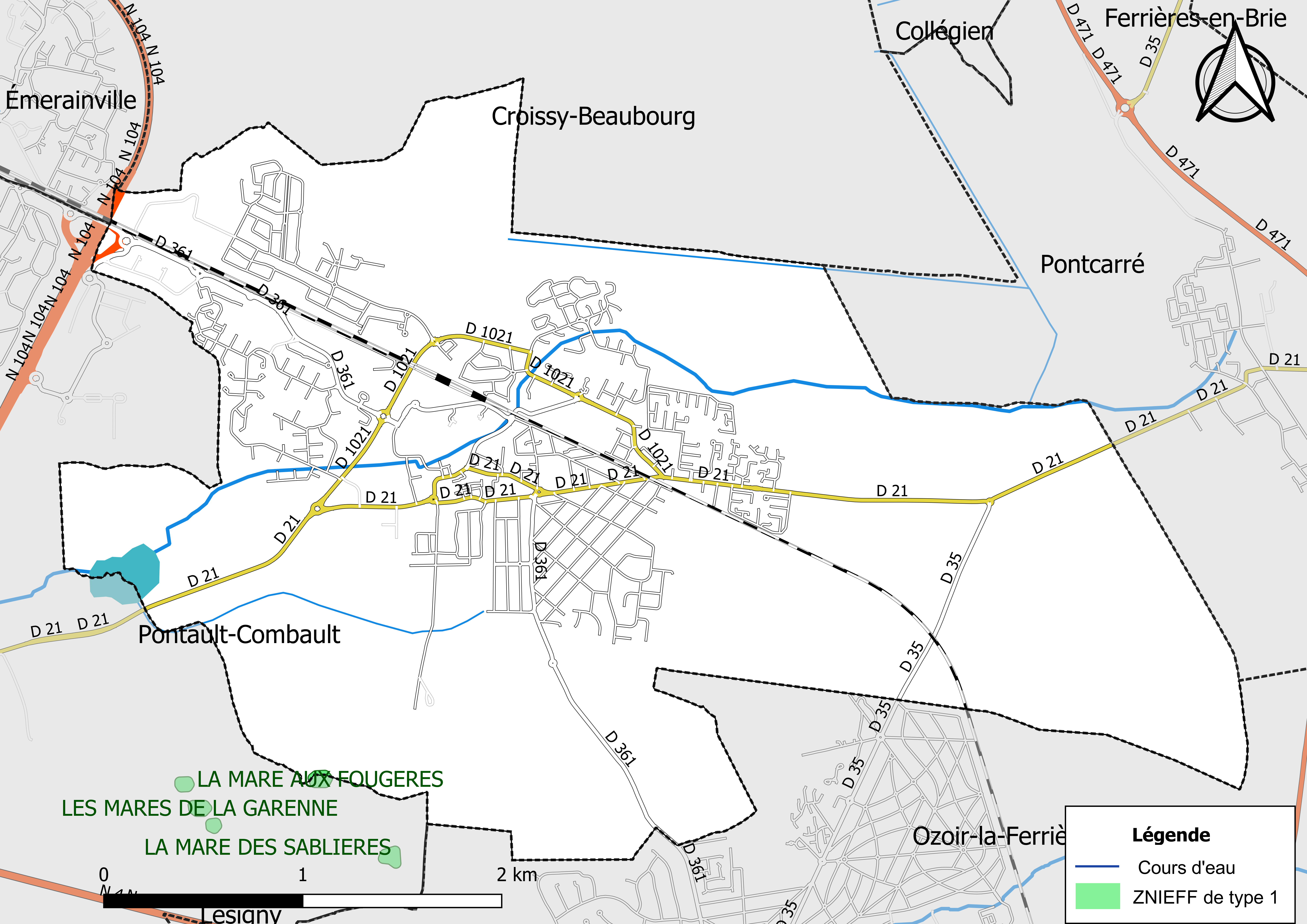
Carte des ZNIEFF de type 1 de la commune.
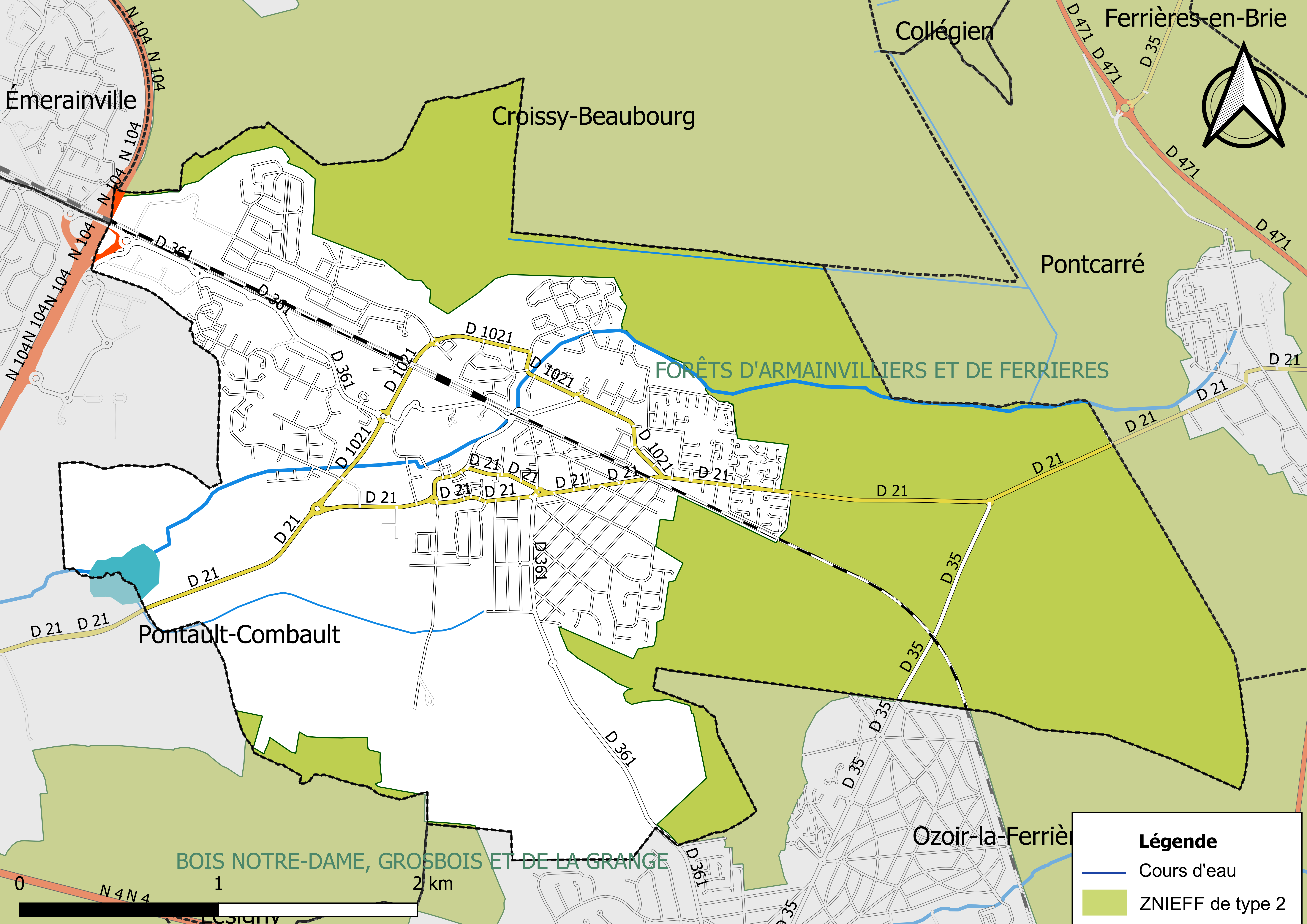
Carte des ZNIEFF de type 2 de la commune.

## Urbanisme

### Typologie
Au 1er janvier 2024, Roissy-en-Brie est catégorisée grand centre urbain, selon la nouvelle grille communale de densité à sept niveaux définie par l'Insee en 2022.
Elle appartient à l'unité urbaine de Paris, une agglomération inter-départementale regroupant 407  communes, dont elle est une commune de la banlieue,,. Par ailleurs la commune fait partie de l'aire d'attraction de Paris, dont elle est une commune du pôle principal,. Cette aire regroupe 1 929 communes,.

### Lieux-dits et écarts
La commune compte 52 lieux-dits administratifs répertoriés consultables ici dont le Grand Étang, la Pinsonnière, les Jondelles.

### Occupation des sols
L'occupation des sols de la commune, telle qu'elle ressort de la base de données européenne d’occupation biophysique des sols Corine Land Cover (CLC), est marquée par l'importance des forêts et milieux semi-naturels (45,7 % en 2018), une proportion sensiblement équivalente à celle de 1990 (45,8 %). La répartition détaillée en 2018 est la suivante : 
forêts (45,4% ), zones urbanisées (31,4% ), terres arables (16,6% ), espaces verts artificialisés, non agricoles (4,2% ), zones industrielles ou commerciales et réseaux de communication (2,1% ), milieux à végétation arbustive et/ou herbacée (0,3 %).
Parallèlement, L'Institut Paris Région, agence d'urbanisme de la région Île-de-France, a mis en place un inventaire numérique de l'occupation du sol de l'Île-de-France, dénommé le MOS (Mode d'occupation du sol), actualisé régulièrement depuis sa première édition en 1982. Réalisé à partir de photos aériennes, le Mos distingue les espaces naturels, agricoles et forestiers mais aussi les espaces urbains (habitat, infrastructures, équipements, activités économiques, etc.) selon une classification pouvant aller jusqu'à 81 postes, différente de celle de Corine Land Cover,,. L'Institut met également à disposition des outils permettant de visualiser par photo aérienne l'évolution de l'occupation des sols de la commune entre 1949 et 2018.

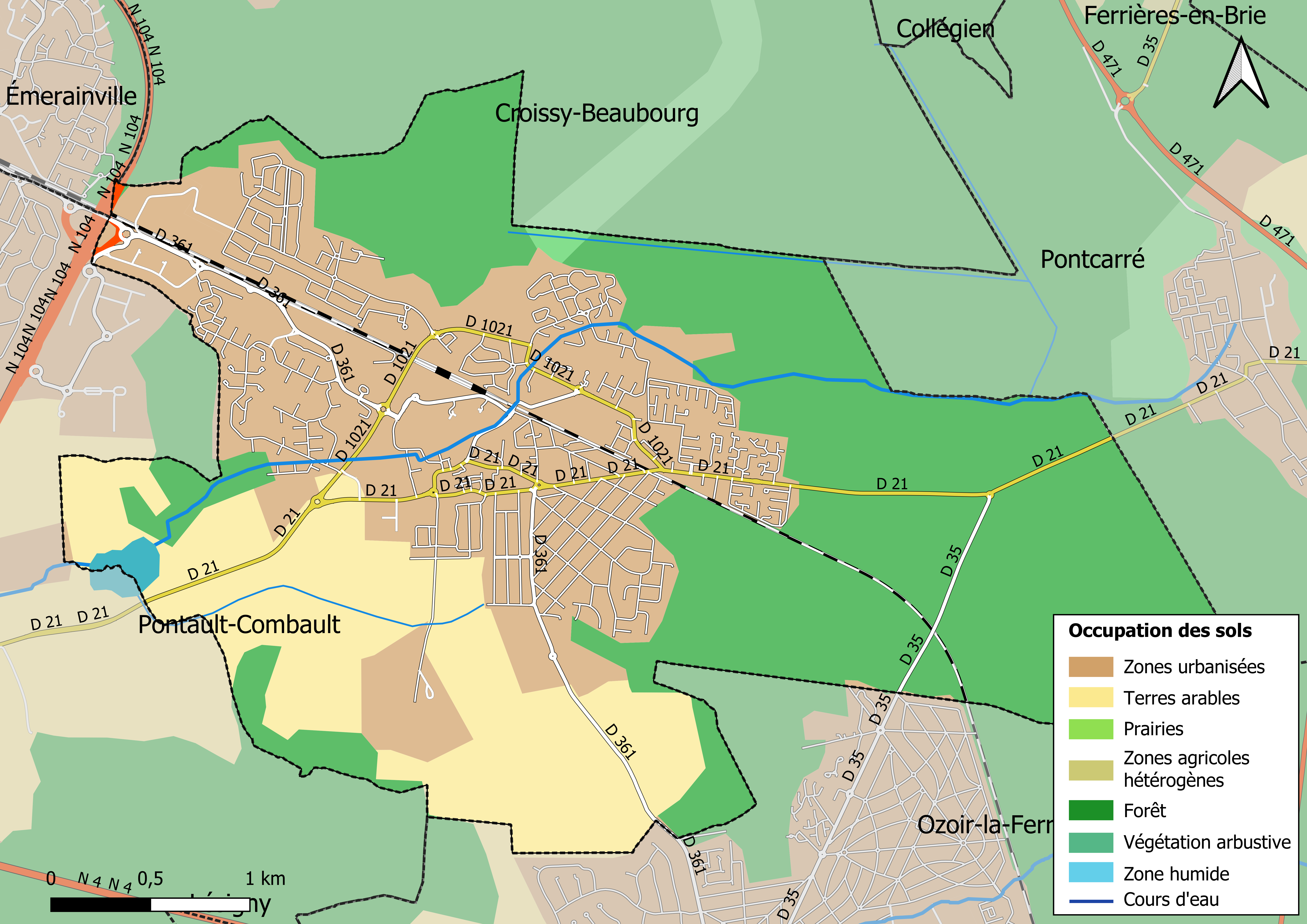
Carte des infrastructures et de l'occupation des sols en 2018 (CLC) de la commune.
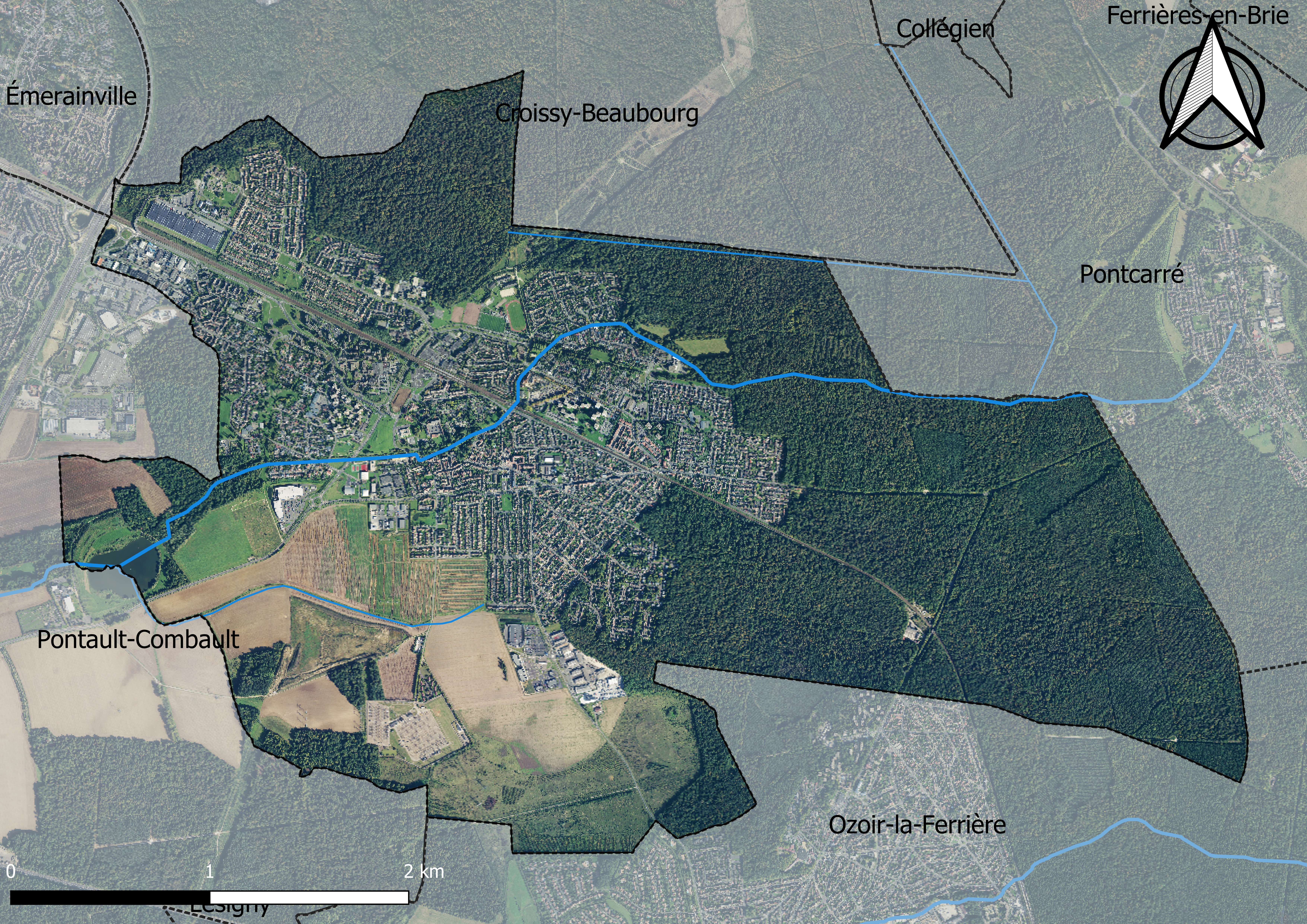
Carte orhophotogrammétrique de la commune.
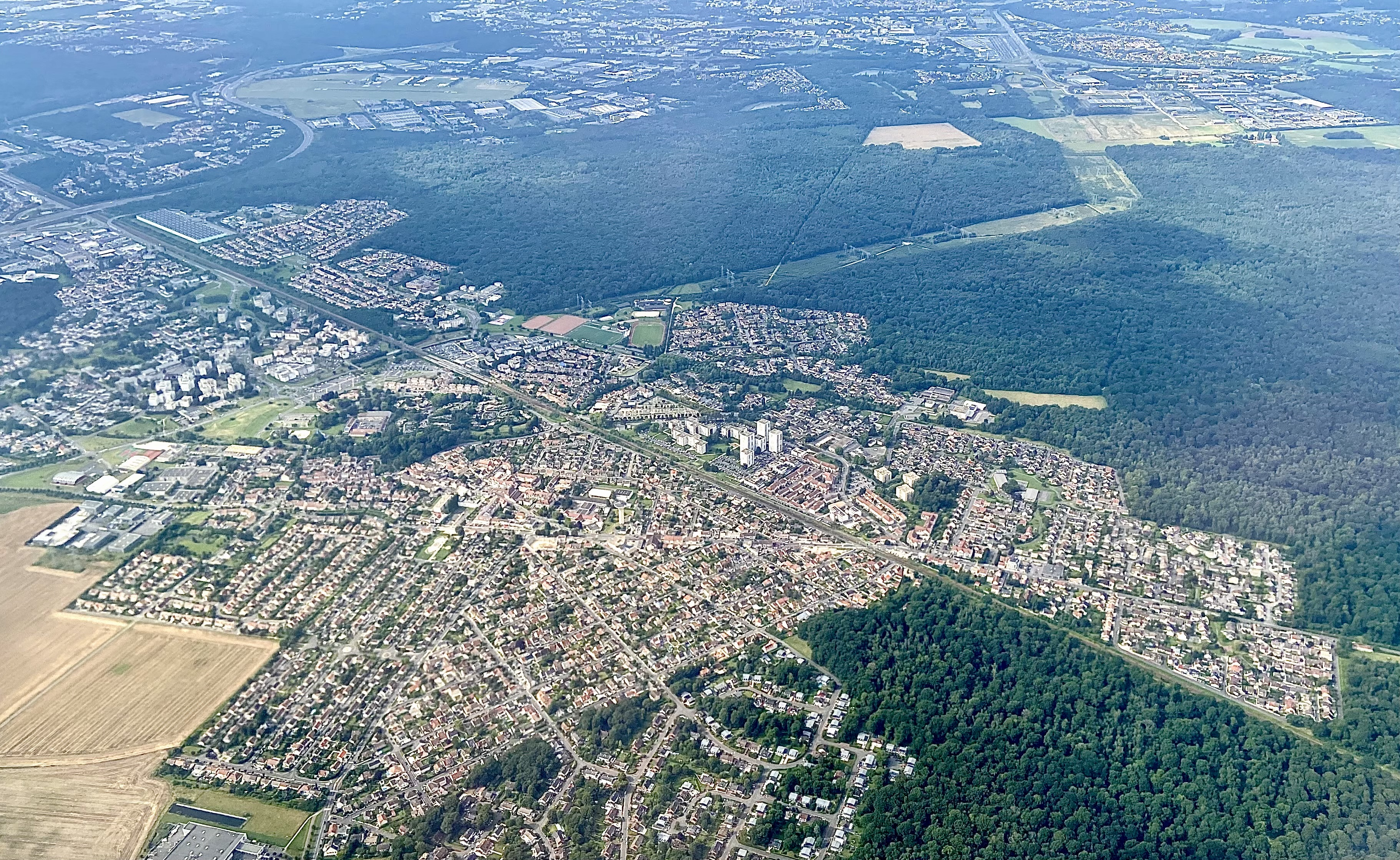
Vue aérienne de la commune en 2024.

### Planification
La commune disposait en 2019 d'un plan local d'urbanisme approuvé. Le zonage réglementaire et le règlement associé peuvent être consultés sur le Géoportail de l'urbanisme.

### Logement
En 2016, le nombre total de logements dans la commune était de 8 363 dont 56,4 % de maisons et 42,4 % d'appartements.
Parmi ces logements, 96,9 % étaient des résidences principales, 0,5 % des résidences secondaires et 2,7 % des logements vacants.
La part des ménages fiscaux propriétaires de leur résidence principale s'élevait à 63,7 % contre 34,9 % de locataires dont, 21,6 % de logements HLM loués vides (logements sociaux) et, 1,4 % logés gratuitement.

### Voies de communication et transports

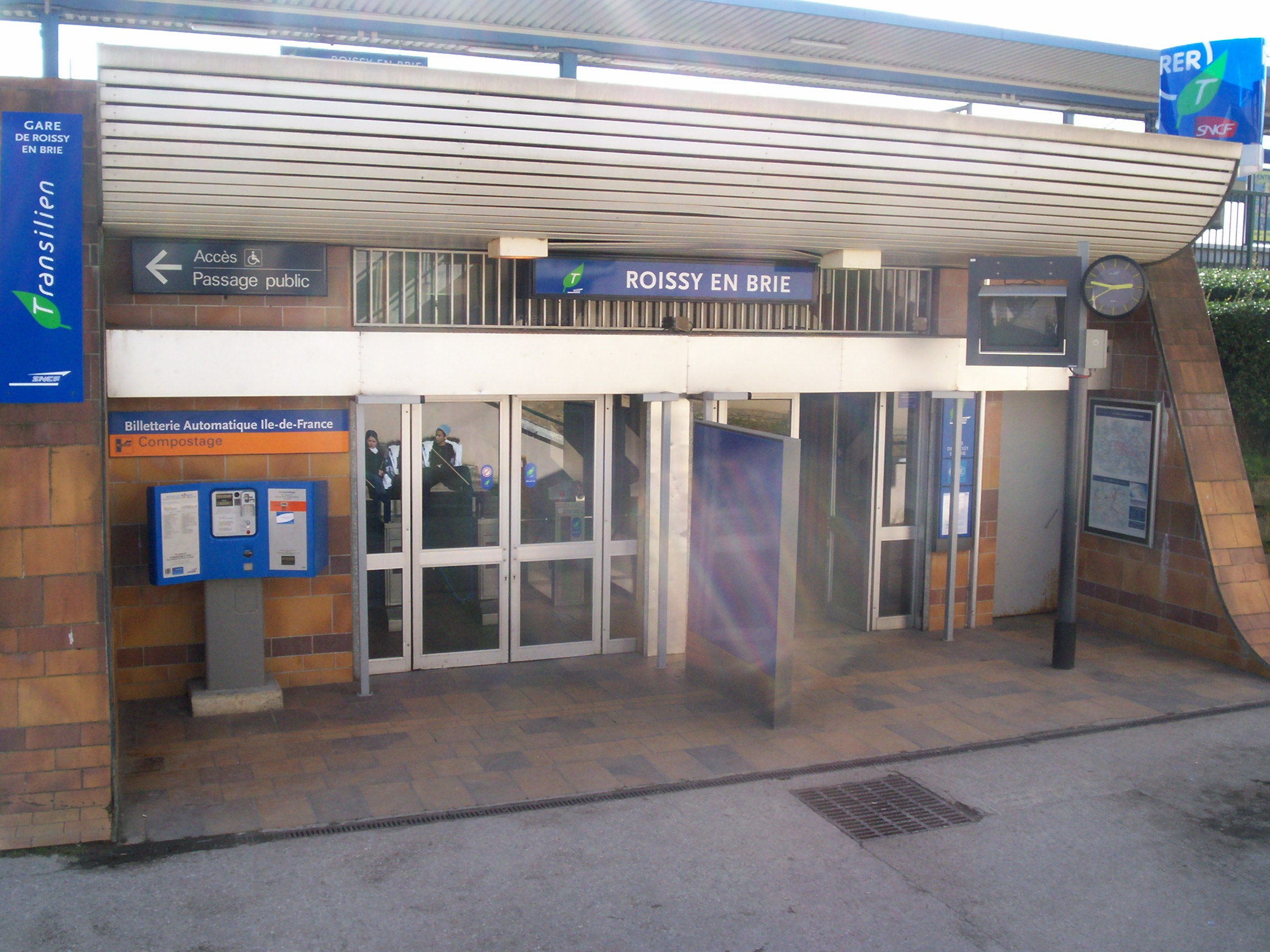
La gare de Roissy-en-Brie.

La commune est desservie par la gare de Roissy-en-Brie sur la ligne E du RER dont les trains se dirigent vers Tournan ou Nanterre-La Folie.
Le réseau de bus Marne et Brie fonctionne depuis le 1er août 2025.

## Toponymie

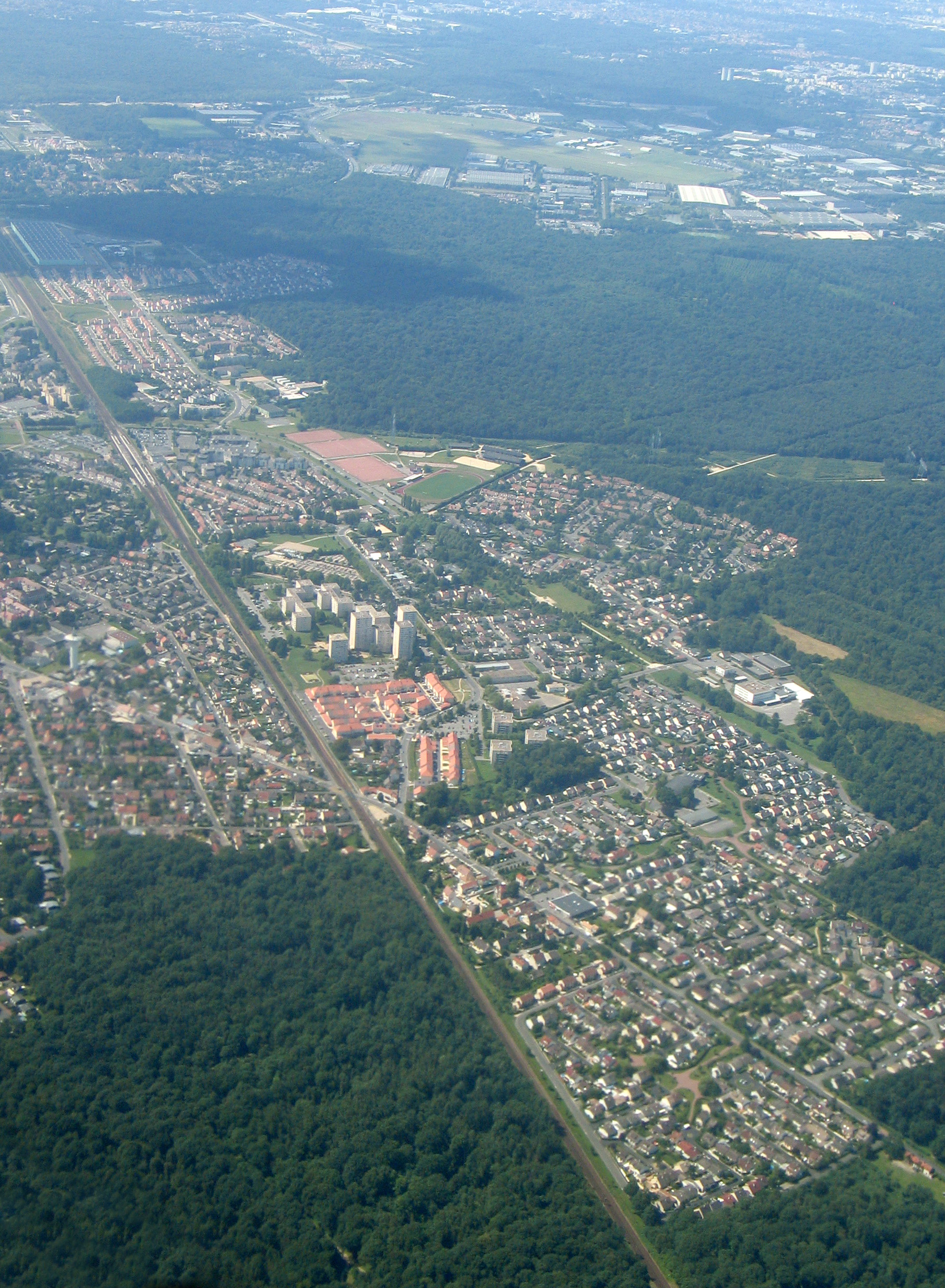
Vue aérienne de Roissy-en-Brie, entourée des forêts domaniales de Notre-Dame et d'Amainvilliers et traversée par les voies ferrées venant de Paris-Est.

Le nom de la localité est mentionné sous les formes Rosiacum vers 1050 ; Rosseius en 1079 et fin du XIe siècle ; Rusiacum en 1122 ; Villa Roussiacum en 1157 ; Russiacum en 1207 ; Rossiacum en 1209 ; Roissiacum en 1227 ; Royssiacum in Bria en 1265 ; Roissi et Rossi en 1275 ; Roissiacum prope Ferrerias en 1276 ; Roissy en 1277 ; Roissiacum in Bria en 1281 ; Roissi en Brie au XIIIe siècle ; Roisy en 1597 ; Roissy les Friches en l'an II, au cours de la Révolution française ; Roissy-en-Brie au XIXe siècle.
La Brie (prononcé [bʁi]) est une région naturelle française située dans la partie orientale du bassin parisien, entre les vallées de la Marne, de l'Orge, de la Seine et la côte d'Île-de-France.

## Histoire
En 1115, la légende veut que le sénéchal Anseau de Garlande et sa nièce Yolande traversent à cheval la forêt de Roissy-en-Brie quand un sanglier attaque la monture de sa nièce. C’est alors qu’un manant de Torcy et un paysan de Roissy-en-Brie se précipitent pour aider le seigneur et la demoiselle. Pour récompenser cet acte de bravoure, Anseau de Garlande a donc offert une parcelle de forêt, environ 150 hectares, aux villages de Torcy et de Roissy-en-Brie, la forêt étant à l'époque une richesse car elle est une réserve de gibiers et de bois pour la construction et le chauffage.
Il y a eu à Roissy un prieuré qui était en ruine au XIXe siècle. À cette période, du gypse est extrait et des instruments aratoires y sont fabriqués.
Le château de Roissy, qui accueille actuellement l’hôtel de ville, date du XVIIe siècle. Sa beauté a attiré de nombreux personnages illustres comme la grande cantatrice Maria Malibran, le Dr Photinos Panas, éminent ophtalmologiste du siècle dernier ou encore Charles Pathé, le plus grand industriel du cinéma, qui reçoit au château les plus grandes vedettes du septième art.
Roissy absorbe la commune de Pontcarré en 1810 et s'en sépare en 1829, lui rendant ainsi son statut de commune.
Depuis 1970, la ville grandit rapidement, passant de 500 à près de 23 000 habitants en 2017. Les immenses champs de blé ont fait place à des lotissements pavillonnaires, ainsi qu'au grand ensemble de la Renardière, bien que les bois représentent encore 50 % du territoire communal,.

## Politique et administration

### Rattachements administratifs et électoraux
La commune se trouve depuis 1994 dans l'arrondissement de Torcy du département de Seine-et-Marne. Pour l'élection des députés, elle fait partie depuis 1988 de la huitième circonscription de Seine-et-Marne.
Elle faisait partie de 1801 à 1975 du canton de Tournan-en-Brie, année où elle devient le chef-lieu du canton de Roissy-en-Brie. Dans le cadre du redécoupage cantonal de 2014 en France, ce canton est supprimé et la ville intègre le canton de Pontault-Combault.

### Intercommunalité
Roissy-en-Brie et Pontault-Combault. se sont regroupés le 1er janvier 2010 pour former la communauté d'agglomération de la Brie Francilienne.
Dans le cadre de la mise en œuvre de la loi MAPAM du 27 janvier 2014, qui prévoit la généralisation de l'intercommunalité à l'ensemble des communes et la création d'intercommunalités de taille importante en Île-de-France, capables de dialoguer avec la métropole du Grand Paris, cette intercommunalité fusionne avec ses voisines pour former, le 1er janvier 2016, la communauté d'agglomération Paris - Vallée de la Marne, dont la commune est désormais membre.

### Liste des maires
| Période                                  | Période                  | Identité                   | Étiquette                | Qualité |
| ---------------------------------------- | ------------------------ | -------------------------- | ------------------------ | --- |
| Les données manquantes sont à compléter. |                          |                            |                          | |
| 1898                                     | 1912                     | Alfred Quatrehomme         |                          | |
| 1912                                     | 1932                     | Georges de Wattripont      |                          | |
| 1932                                     | 1933                     | Henri Martin               |                          | |
| 1933                                     | 1945                     | Henri Gerbaux              |                          | Fermier |
| 1945                                     | 1947                     | Paul Wantz                 |                          | |
| octobre 1947                             | mai 1953                 | Lucien de Wattripont       |                          | Fermier |
| mai 1953                                 | mars 1977                | Henri-Auguste Sassinot     |                          | Fermier |
| mars 1977                                | juin 1995                | Louis Reboul (1935- )      | PS                       | Directeur d'hôpital Conseiller général de Roissy-en-Brie (1985 → 1992) Suppléant du député Jean-Pierre Fourré (1988 → 1993)                                                                           |
| juin 1995                                | mars 2001                | Lionel Courant (1959-2015) | RPR puis RPF             | Attaché commercial |
| mars 2001                                | mars 2008                | Christiane Béraud          | PS                       | Responsable de centre des impôts |
| mars 2008                                | avril 2014               | Sylvie Fuchs               | PCF                      | Agent technique Présidente de la CA de la Brie Francilienne (2010 → 2012) |
| avril 2014                               | janvier 2015 (démission) | Mathilde Priest-Godet      | UMP                      | Retraitée 3e vice-présidente de la CA de la Brie Francilienne (2014 → 2015) |
| janvier 2015                             | En cours                 | François Bouchart          | UMP-LR puis DVD puis HOR | Directeur général de filiale Premier adjoint au maire (2014 → 2015) Vice-président de la CA Paris - Vallée de la Marne Suppléant du député Hadrien Ghomi (2022 → 2024) Réélu pour le mandat 2020-2026 |

### Jumelages
Roissy-en-Brie est jumelée avec  Barmstedt (Allemagne) et  Colwyn Bay (Pays de Galles).

## Équipements et services

### Eau et assainissement
L’organisation de la distribution de l’eau potable, de la collecte et du traitement des eaux usées et pluviales relève des communes. La loi NOTRe de 2015 a accru le rôle des EPCI à fiscalité propre en leur transférant cette compétence. Ce transfert devait en principe être effectif au 1er janvier 2020, mais la loi Ferrand-Fesneau du 3 août 2018 a introduit la possibilité d’un report de ce transfert au 1er janvier 2026,.

#### Assainissement des eaux usées
En 2020, la gestion du service d'assainissement collectif de la commune de Roissy-en-Brie est assurée par le syndicat interdépartemental pour l'assainissement de l'agglomération parisienne (SIAAP) pour le transport et la dépollution,,.
L’assainissement non collectif (ANC) désigne les installations individuelles de traitement des eaux domestiques qui ne sont pas desservies par un réseau public de collecte des eaux usées et qui doivent en conséquence traiter elles-mêmes leurs eaux usées avant de les rejeter dans le milieu naturel. La communauté d'agglomération Paris - Vallée de la Marne (CAPVM) assure pour le compte de la commune le service public d'assainissement non collectif (SPANC), qui a pour mission de vérifier la bonne exécution des travaux de réalisation et de réhabilitation, ainsi que le bon fonctionnement et l’entretien des installations,.

#### Eau potable
En 2020, l'alimentation en eau potable est assurée par le SMAEP de l'Ouest Briard qui en a délégué la gestion à l'entreprise Veolia, dont le contrat expire le 31 décembre 2025,,.

## Population et société

### Démographie
L'évolution du nombre d'habitants est connue à travers les recensements de la population effectués dans la commune depuis 1793. Pour les communes de plus de 10 000 habitants les recensements ont lieu chaque année à la suite d'une enquête par sondage auprès d'un échantillon d'adresses représentant 8 % de leurs logements, contrairement aux autres communes qui ont un recensement réel tous les cinq ans,.

En 2022, la commune comptait 23 521 habitants, en évolution de +1,8 % par rapport à 2016 (Seine-et-Marne : +3,92 %, France hors Mayotte : +2,11 %).
| 1793 | 1800 | 1806 | 1821 | 1831 | 1836 | 1841 | 1846 | 1851 |
| ---- | ---- | ---- | ---- | ---- | ---- | ---- | ---- | ---- |
| 324  | 397  | 386  | 761  | 416  | 402  | 415  | 471  | 461  |

| 1856 | 1861 | 1866 | 1872 | 1876 | 1881 | 1886 | 1891 | 1896 |
| ---- | ---- | ---- | ---- | ---- | ---- | ---- | ---- | ---- |
| 452  | 458  | 444  | 409  | 409  | 397  | 434  | 475  | 515  |

| 1901 | 1906 | 1911 | 1921 | 1926 | 1931 | 1936 | 1946 | 1954 |
| ---- | ---- | ---- | ---- | ---- | ---- | ---- | ---- | ---- |
| 476  | 471  | 429  | 424  | 479  | 727  | 704  | 778  | 917  |

| 1962  | 1968  | 1975   | 1982   | 1990   | 1999   | 2006   | 2011   | 2016   |
| ----- | ----- | ------ | ------ | ------ | ------ | ------ | ------ | ------ |
| 1 900 | 2 561 | 10 881 | 15 274 | 18 688 | 19 693 | 21 230 | 22 436 | 23 104 |

| 2021   | 2022   | - | - | - | - | - | - | - |
| ------ | ------ | - | - | - | - | - | - | - |
| 23 061 | 23 521 | - | - | - | - | - | - | - |

### Enseignement
La commune dispose de 7 écoles primaires.
Les collèges Anceau de Garlande et Eugène Delacroix ainsi que le Lycée Charles le Chauve se trouvent à Roissy-en-Brie.

### Complexes sportifs
- Centre aquatique inter-communal Le Nautil
- Gymnase sportif George Chanu
- Gymnase sportif Eugène Delacroix
- Gymnase sportif Nelson Mandela
- Stade Paul Bessuard
- Complexe tennistique
- De nombreux terrains multisports
- Skate park
- Tennis de table salle Jacques Rossignol

### Manifestations culturelles et festivités
- la brocante, deux fois par an en avril et en septembre ;
- le run and bike du Nautil, chaque année en février, épreuves avenir et découverte autour du lac du Coq
- Carnaval de la ville en mars
- salon du Bien-être en mars
- Chasse aux œufs en avril
- le triathlon du Nautil, tous les ans en mai, épreuves avenir R1 et découverte, partie natation dans la piscine du Nautil, vélo et course à pied autour du lac
- Roissy en vacances, activités d'été pour tout public
- Forum de rentrée des associations et des services municipaux début septembre
- le 10 km forestier (course pédestre de 10 km), événement majeur des courses sur route de Seine-et-Marne
- Marché de Noël

### Cultes
La commune de Roissy dispose d'une église, d'une synagogue, d'une mosquée.

## Économie

### Revenus de la population et fiscalité
En 2018, le nombre de ménages fiscaux de la commune était de 7 762 (dont 62 % imposés), représentant 22 101 personnes et la  médiane du revenu disponible par unité de consommation  de 23 060 euros.

### Emploi
En 2016 , le nombre total d’emplois dans la zone était de 4 882, occupant 10 252 actifs  résidants.
Le taux d'activité de la population (actifs ayant un emploi) âgée de 15 à 64 ans s'élevait à 67,6 % contre un taux de chômage de 8,9 %. 
Les 23,5 % d’inactifs se répartissent de la façon suivante : 11,6 % d’étudiants et stagiaires non rémunérés, 4,9 % de retraités ou préretraités et 6,9 % pour les autres inactifs.

### Secteurs d'activité

#### Entreprises et commerces
En 2019, le nombre d’unités légales et d’établissements (activités marchandes hors agriculture) par secteur d'activité était de 1 107 dont 58 dans l’industrie manufacturière, industries extractives et autres, 152 dans la construction, 388 dans le commerce de gros et de détail, transports, hébergement et restauration, 51 dans l’Information et communication, 21 dans les activités financières et d'assurance, 20 dans les activités immobilières, 174 dans les activités spécialisées, scientifiques et techniques et activités de services administratifs et de soutien, 134 dans l’administration publique, enseignement, santé humaine et action sociale et 109  étaient relatifs aux autres activités de services.
En 2020, 324 entreprises ont été créées sur le territoire de la commune, dont 264 individuelles.
Au 1er janvier 2021, la commune ne disposait pas d’hôtel et de terrain de camping.
Le poste de transformation électrique EDF-RTE de Morbras est situé sur la commune (400 kV/225 kV)[réf. nécessaire].

## Culture locale et patrimoine

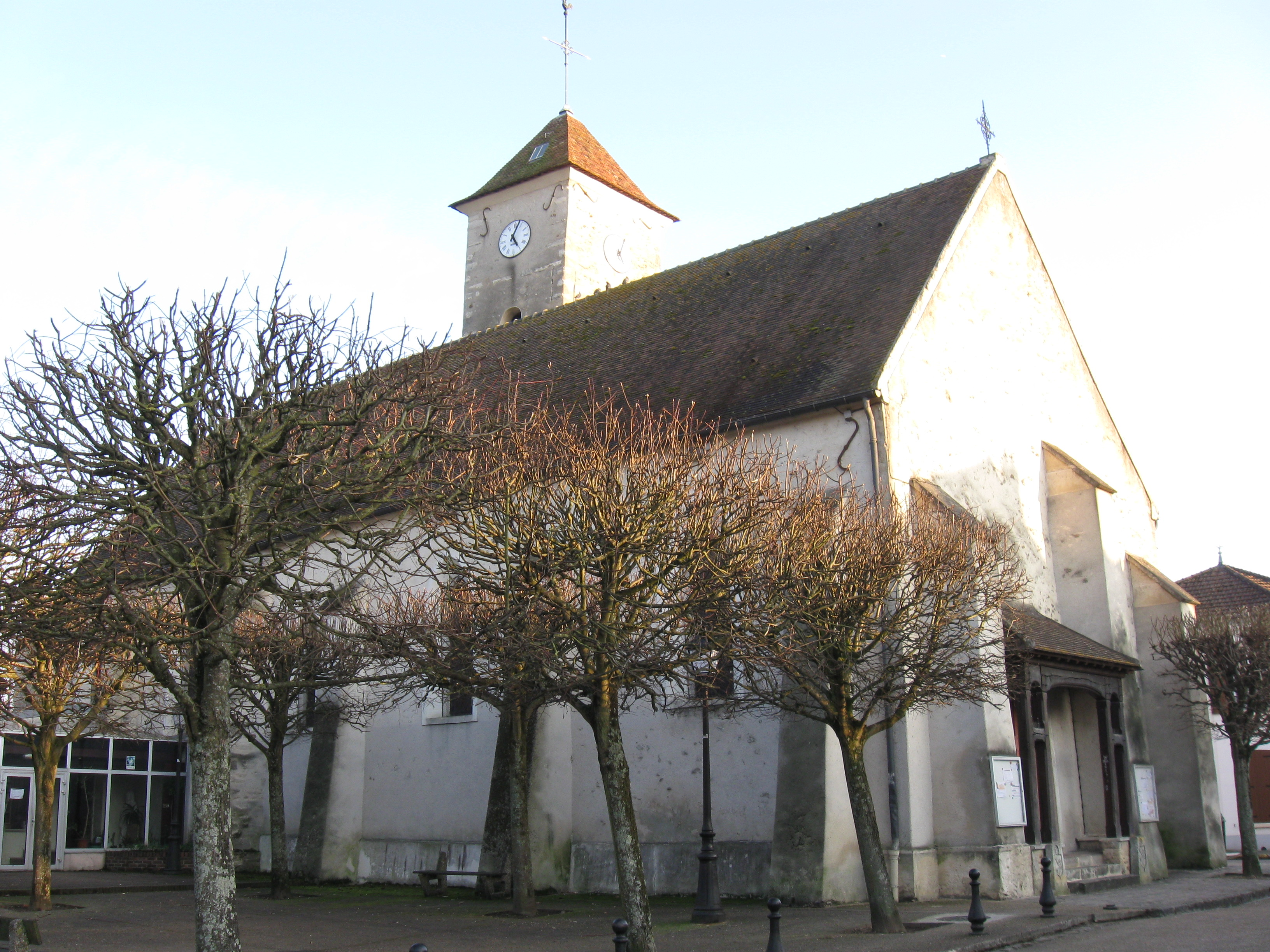
L'église Saint-Germain - Cloche de l'église sonnant midi : Fichier:Roissy-en-Brie - Cloche de l'église Saint-Germain.ogg

### Lieux et monuments
- château de Roissy, XVIIe et XIXe siècles, actuelle Hôtel de Ville ;
- pôle culturel de la ferme d'Ayau (cinéma municipal La Grange, Grande Halle, médiathèque Aimé Césaire, Conservatoire de musique, de danse et de beaux-arts) ;
- parc animalier Hi-han (ferme pédagogique) ;
- église Saint-Germain XVe et XIXe siècles.

### Personnalités liées à la commune
- Joseph Bodin de Boismortier (1689-1755) : compositeur français mort à Roissy-en-Brie et enterré dans la nef de l'église.
- Maria Malibran (1808-1836) : cantatrice. Elle a été propriétaire du château de Roissy.
- Charles Pathé (1863-1957) : industriel du cinéma, fut propriétaire du château de Roissy.
- Henri Mège (1883-1956) : homme politique français, fut propriétaire du château de Roissy.
- Gérard Denizeau (1953-) : historien d'art musicologue et écrivain français, y a vécu de 1961 à 1977.
- Hervé Lardic (1974-) : ancien membre du groupe Manau, a vécu à Roissy-en-Brie.
- Amandine Buchard (1995-) : judoka française, évoluant d'abord dans la catégorie des moins de 48 kg où elle remporte ses premières médailles internationales, l'argent au Championnat d'Europe 2014 et le bronze lors du Championnat du monde de la même année. Elle change en 2016 de catégorie pour rejoindre les moins de 52 kg. Elle obtient une première médaille mondiale (bronze) dans cette catégorie en 2018. À l'occasion des Jeux olympiques de 2021 à Tokyo, elle obtient la médaille d'argent en moins de 52 kg ainsi que le titre olympique par équipe mixte.
- Paul Pogba (1993-) : footballeur international français ayant joué à l'US Roissy-en-Brie. Il évolue actuellement à la Juventus. Il a été scolarisé au sein du groupe scolaire Pommier Picard et au collège Eugène Delacroix. En 2013, il est élu meilleur joueur de la Coupe du monde -20 ans avant d'être élu « golden Boy ». En 2014, il reçoit la distinction de meilleur jeune joueur de la Coupe du monde 2014. Il est nommé pour le Ballon d'or 2014 pour la première fois de sa carrière. En 2018, il est sacré champion du monde lors de Coupe du monde 2018 en Russie. Le 31 décembre 2018, il est nommé au grade de chevalier de la Légion d'honneur.
- Serge Gakpé (1987-) : footballeur professionnel  formé à Monaco et ancien international togolais, il évolue actuellement à APEA Akrotiriou. Il a été scolarisé au collège Anceau-de-Garlande.
- Nicolas Isimat-Mirin (1991-) : footballeur professionnel et ancien international espoir  français ayant joué à l'US Roissy-en-Brie, Il évolue actuellement au Vitesse Arnhem. Il a été scolarisé au sein du groupe scolaire Jules-Verne et au collège Eugène-Delacroix.
- Florentin Pogba (1990-) footballeur professionnel international guinéen ayant joué à l'US Roissy-en-Brie, il évolue actuellement à ATK Mohun Bagan Football Club, il est le frère aîné de Paul et le jumeau de Mathias. Il a été scolarisé au sein du groupe scolaire Pommier-Picard et au collège Eugène-Delacroix.
- Mathias Pogba (1990-) footballeur et ancien international guinéen ayant joué à l'US Roissy-en-Brie, Il est actuellement  libre, il est le frère  aîné de Paul et le jumeau de Florentin. Il a été scolarisé au sein du groupe scolaire Pommier-Picard et au collège Eugène-Delacroix.
- Stanley Nsoki (1999-) : footballeur professionnel international espoir français ayant joué à l'US Roissy-en-Brie, il évolue actuellement à Hoffenheim il a grandi à Roissy-en-Brie et a joué pour le club de la ville de 2007 à 2013. Il a été scolarisé au groupe scolaire Jules-Verne et au collège Eugène Delacroix.
- Rafaela Lopes (1999-) : ancienne footballeuse professionnel internationale portugaise, ayant joué à l'US Roissy-en-Brie. Elle a été scolarisée au groupe scolaire la Pierrerie et au collège Anceau-de-Garlande.
- Brian Bayeye (2000-) : footballeur professionnel international  Congolais (RDC) ayant joué à l'US Roissy-en-Brie, il évolue actuellement au Torino il a grandi à Roissy-en-Brie et a joué pour le club de la ville de 2007 à 2015. Il a été scolarisé au groupe scolaire Pierre et Marie-Curie et au collège Eugène Delacroix.

### Roissy-en-Brie dans la Culture
La ville de Roissy-en-Brie est citée dans Histoire d’O, roman de Pauline Réage paru en 1954.
Le film L'élève Ducobu a été tourné dans un quartier de Roissy-en-Brie.
Le Youtubeur Squeezie mentionne la ville dans sa version revisitée de la pièce Roméo et Juliette.

### Héraldique
| Armes de Roissy-en-Brie | Les armes de Roissy-en-Brie peuvent se blasonner ainsi : D'or à deux fasces de gueules. |